# 2011年夏季世界大学生运动会印度尼西亚代表团

印度尼西亚代表团旗帜

2011年夏季世界大学生运动会印度尼西亚代表团共有65名运动员报名参赛。

## 奖牌榜
| 名次 | 代表团     | 金牌 | 银牌 | 铜牌 | 总数 |
| ---- | ---------- | ---- | ---- | ---- | ---- |
| 20   | 印度尼西亚 | 3    | 1    | 2    | 6    |

## 奖牌获得者

### 金牌
1. 举重-男子69公斤级：丹尼
2. 举重-男子62公斤级：伊拉万
3. 羽毛球-混合团体赛

### 银牌
1. 举重-男子56公斤级：苏拉赫马特

### 铜牌
1. 羽毛球-男子双打：维拉万/苏吉亚托
2. 羽毛球-混合双打：维迪安托/伊拉瓦蒂